# Europäisches System Volkswirtschaftlicher Gesamtrechnungen
Das Europäische System Volkswirtschaftlicher Gesamtrechnungen (ESVG; englisch European System of Accounts, ESA) soll als einheitliches System bei den volkswirtschaftlichen Gesamtrechnungen dem Vergleich der Volkswirtschaften in der Europäischen Union dienen. Dazu sollen zum Beispiel „gemeinsame statistische Normen“ geschaffen werden. Die aktuelle Version ist ESVG 2010.

## Das ESVG 2010
Das aktuelle ESVG 2010 beruht auf der aktuellen Version SNA 2008 des System of National Accounts, für das sich die Vereinten Nationen, der IMF, die OECD, die Weltbank und auch die Europäische Kommission verantwortlich zeigt.
Laut Angabe im ESVG 2010 stimmen „die Konzepte des EVG 2010“ „mit den weltweiten Empfehlungen des SNA 2008 zu Volkswirtschaftlichen Gesamtrechnungen überein“. Abweichungen gebe es bei „Unterschiede[n] in der Art der Beschreibung“ und darin, dass die „ESVG-2010-Konzepte“ „in einigen Fällen konkreter und präziser als die im SNA 2008“ seien.
Das ESVG 2010 ist seit 2014 für alle EU-Staaten rechtsverbindlich und die konzeptionelle Grundlage für die vom Statistischen Bundesamt angegebenen Kennzahlen im Rahmen der Volkswirtschaftlichen Gesamtrechnung.

## Geschichte
Der Vorläufer des ESVG war das European System of Integrated Economic Accounts, das 1970 erstellt wurde und sich am System of National Accounts (SNA) orientierte, das damals alleine von den Vereinten Nationen herausgegeben wurde; dies wurde 1978 einer Revision unterzogen. Im Jahr 1996 wurde dieses System durch das Europäische System Volkswirtschaftlicher Gesamtrechnungen (ESVG 1995) ersetzt, worauf das Statistische Bundesamt die Volkswirtschaftliche Gesamtrechnung mit der großen Revision bis 1999 umstellte. Das ESVG 1995 wurde 2014 durch das aktuelle ESVG 2010 abgelöst.

### Das ESVG 2010 / ESA 2010
- Europäisches System Volkswirtschaftlicher Gesamtrechnungen – ESVG 2010. Eurostat (Volltext online).
- European system of accounts – ESA 2010. Eurostat (Volltext online).

### Weitere Literatur
- Literatur von und über Europäisches System Volkswirtschaftlicher Gesamtrechnungen im Katalog der Deutschen Nationalbibliothek
- Verordnung (EG) Nr. 2223/96 (PDF) des Rates vom 25. Juni 1996 zum Europäischen System Volkswirtschaftlicher Gesamtrechnungen auf nationaler und regionaler Ebene in der Europäischen Gemeinschaft
- Handbuch zum ESVG 1995: Defizit und Schuldenstand des Staates (Volltext online)
- Statistisches Bundesamt: Generalrevision 2014: Methodische Weiterentwicklung der Volkswirtschaftlichen Gesamtrechnungen (Volltext online (Memento vom 22. März 2018 im Internet Archive))